# Futbolniy Klub Tyumen
O FC Tyumen é um clube de futebol russo da ciudade de Tiumen, fundado em 1961. 
Dispulta seus jogos como madante no estádio Geolog e joga a Primeira Divisão Russa, o segundo nivel no cistema de ligas do futebol russo.
Ao longo de sua história, o Tyumen teve altos e baixos. O clube conseguiu títulos importantes nas divisões inferiores, como o primeiro lugar na segunda divisão em 1993 e 1996, e mais recentemente em 2022-2023. Eles também conquistaram o Campeonato Soviético de terceira divisão em 1985 e 1986, o que mostra sua relevância histórica no futebol russo.
O estádio Geolog também inclui instalações para treinos, com um campo auxiliar e tribunas menores, permitindo que o clube desenvolva suas categorias de base e organize eventos esportivos de menor porte. O time já foi conhecido por desenvolver talentos locais e está sempre buscando melhorar sua performance no cenário nacional.